# جوناثان ماكي
جوناثان ماكي (بالإنجليزية: Jonathan McKee)‏ هو متسابق يخت أمريكي، ولد في 19 ديسمبر 1959 في سياتل في الولايات المتحدة.

## وصلات خارجية
- جوناثان ماكي على موقع الاتحاد الدولي للملاحة الشراعية (موقع جديد) (الإنجليزية)
- جوناثان ماكي على موقع الاتحاد الدولي للملاحة الشراعية (موقع قديم) (الإنجليزية)
- جوناثان ماكي على موقع اللجنة الأولمبية الدولية (الإنجليزية)
- جوناثان ماكي على موقع أوليمبيديا (الإنجليزية)